# أرومة غاذية مخلوية
الأرومة الغاذية المخلوية (بالإنجليزية: Syncytiotrophoblast)‏ (من الكلمة اليونانية "syn"- وتعني "معًا"، و"cytio"- وهي مشتقة من "الخلايا"، و"tropho"- وتعني"الغذاء"، و"blast"- وتعني "برعم") هي الغشاء الظهاري الذي يغطي زغابة مشيمائية مشيمة الجنين التي تخترق جدار الرحم لتكوين الدائرة الغذائية بين الأم والجنين. وهو نسيج فريد من حيث إنه متعدد النوى ومخلي مميز دائمًا ويمتد لمسافة 13 م². ويفتقر هذا النسيج إلى القدرة التكاثرية وبدلاً من ذلك يتم الحفاظ عليه من خلال التحام الخلايا السفلية في الأرومة الغاذية الخلوية.
إن الأرومة الغاذية المخلوية هي الطبقة المخلوية الخارجية من الأديم الغاذي وتخترق بكثافة جدار الرحم، فتمزق الشعيرات الدموية لدى الأم وبهذا تُنشئ حدًا فاصلاً بين دم الأم والسائل الخارج الخلوي في الجنين، مما يسهل التبادل السلبي للمواد بين الأم والجنين.
تفرز الأرومة الغاذية المخلوية هرمون بروجستيرون بالإضافة إلى موجهة الغدد التناسلية المشيمائية (hCG) و محفز الإلبان البشري المشيمي (HPL)؛ ويحد هرمون موجهة الغدد التناسلية المشيمائية من تنكس الجسم الأصفر. ويساعد هرمون بروجستيرون في الحفاظ على سلامة بطانة الرحم، وحتى تنضج الأرومة الغاذية المخلوية بما يكفي لإفراز الكمية الكافية من هرمون البروجستيرون لتقوية الحمل (في الشهر الرابع من نمو الجنين)، يقوم الجسم الأصفر الحملي بمساعدة هرمون البروجستيرون.

## صور إضافية

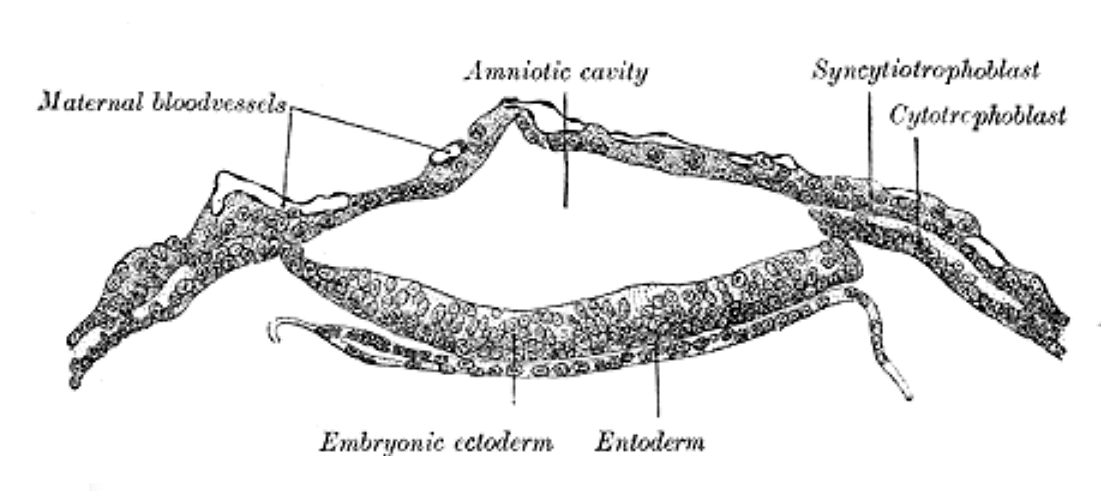
قطاع عبر المساحة الجنينية في الخفاش الملون (Vespertilio murinus) لتوضيح تكوين الجوف السلوي.